# Gulf GR8
La Gulf GR8 è un'autovettura da competizione di tipo sport-prototipo progettata e costruita dalla J.W. Automotive Engineering Ltd. (JWA) per correre la 24 Ore di Le Mans nella categoria Sport fino a 3 litri. Colse il successo assoluto nell'edizione 1975 con Jacky Ickx e Derek Bell. Rinominata Mirage GR8 dopo l'abbandono dello sponsor Gulf Oil Corporation, da anni finanziatore e poi proprietario della JWA, si classificò seconda a Le Mans nel 1976 e 1977 rispettivamente con Lafosse - Migault e Bell - Jarier. In tutto ne furono realizzati due esemplari con numeri di telaio 801 e 802, telai che furono riutilizzati negli anni successivi per realizzare la Renault - Mirage M9 del 1978 e la Mirage M10 del 1979.

## Sviluppo
Dopo l'esperienza con la Ford presso l'emanazione sportiva inglese "Ford Advanced Veichles", John Wyer aveva rilevato dagli americani tale struttura agonistica col socio-finanziatore John Willment e le aveva cambiato nome in J.W. Automotive Engineering Ltd. (JWA), continuando a schierare in forma privata nel Mondiale Marche le Ford GT40 che vi si costruivano e la sua derivata Mirage-Ford M1. I risultati ottenuti dalla piccola ma ben organizzata scuderia inglese avevano permesso al colosso americano di conquistare il titolo nel 1968. In seguito a un cambio regolamentare, dal 1970 la JWA passò invece alle Porsche 917, che schierò in forma ufficiale nei colori Gulf, marchio che aveva utilizzato anche negli anni precedenti grazie all'amicizia che legava Wyer al manager della Gulf Oil Grady Davis. Dopo il cambio di regolamento che mise fuori gioco le 917, Wyer decise di riutilizzare il proprio marchio Mirage e di schierare delle barchette prodotte dalla sua struttura nel mondiale Sport. Inoltre nel 1972 la Gulf Oil subentrò nella proprietà della JWA e da main sponsor divenne titolare del programma sportivo che prenderà il nome di Gulf Research Racing Company Ltd.
Nel 1975 John Wyer, che mantiene un incarico di consulente, dopo 3 anni di militanza nel mondiale marche con le Mirage, decide di realizzare una vettura concepita appositamente per vincere la 24 Ore di Le Mans. Nonostante la crisi petrolifera del 1973, la difficile situazione aziendale in cui versa la Gulf in quel periodo e l'assenza di Grady Davis, suo grande sostenitore ormai in pensione, Wyer riesce a convincere i vertici della casa petrolifera a finanziare il progetto che prende vita per mano di John Horsman e Len Bailey.

## Tecnica
La base di quella che sarebbe stata la nuova Gulf GR8 fu la Gulf-Mirage GR7 del 1974 (a sua volta costruita modificando alcuni precedenti telai della Mirage M6), il cui progetto fu corretto allungando il passo del telaio monoscocca in alluminio e adottando una carrozzeria profilata appositamente studiata per Le Mans. La nuova carrozzeria era caratterizzata da un nuovo cofano motore bombato che integrava il roll-bar e la presa d'aria dinamica del propulsore all'altezza della testa del pilota, che sui modelli precedenti erano esposti a vista, da supporti dell'alettone meglio integrati con essa e da parafanghi anteriori con vistose "branchie" di sfogo dell'aria e doppie coppie di fanali. 

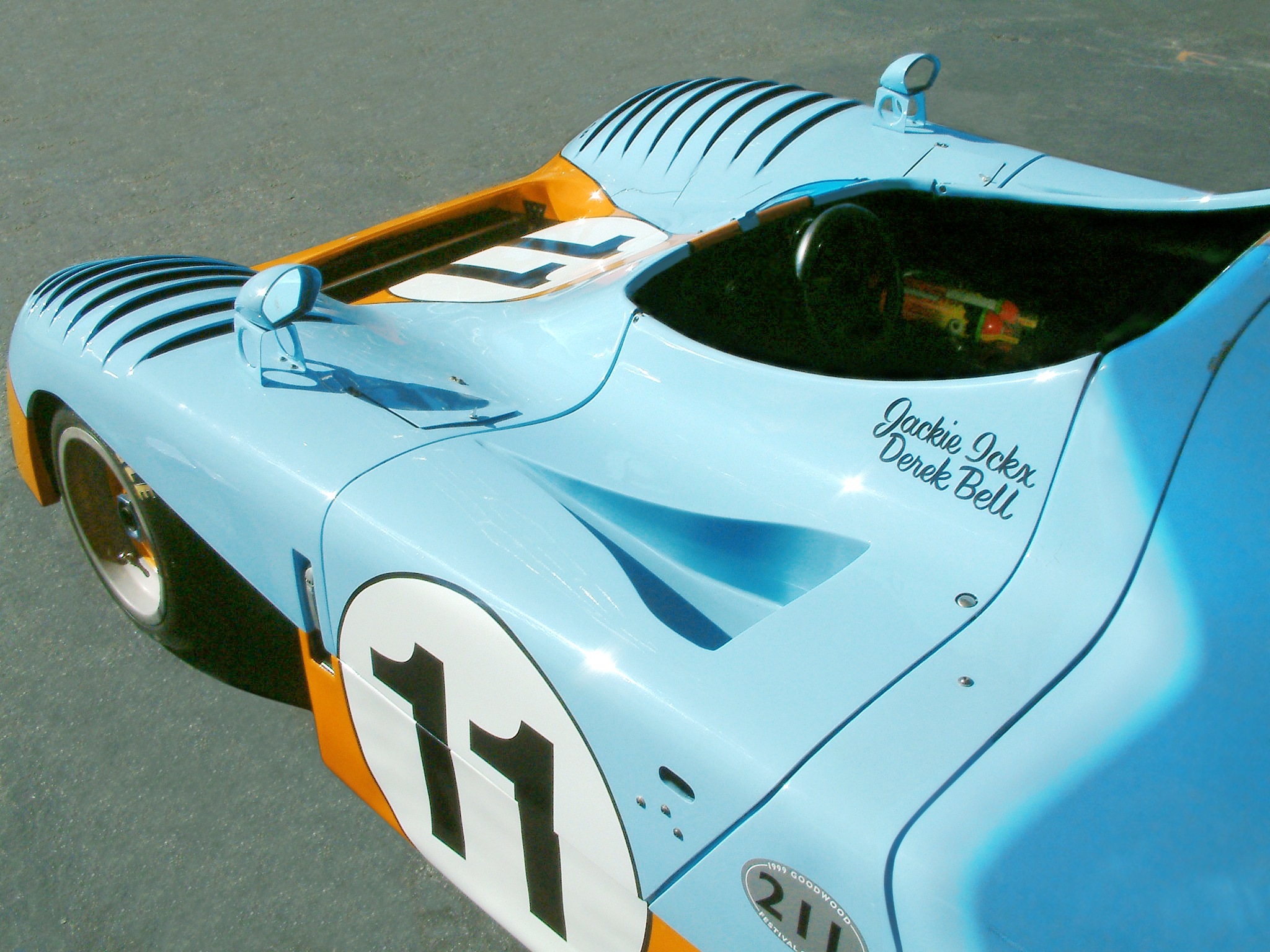
la parte anteriore della carrozzeria, frutto di una lunga ricerca aerodinamica

Come tutte le Mirage che la precedettero, il motore, montato longitudinalmente in posizione centrale, era il V8 Cosworth DFV concepito per la Formula 1 e adattato alle lunghe gare di durata riducendo il regime di rotazione da 9.500 giri/min a 7.500 giri/min: tale valore fu individuato dopo lunghe sessioni di collaudo volte a estendere la vita utile del propulsore dalle due sole ore di durata di un Gran Premio di Formula 1 alle 24 ore della maratona francese. Motore che come nelle monoposto da F1 aveva funzione strutturale portante insieme al cambio Hewland a 5 marce. Nel complesso la GR8 rappresentò quindi la sintesi di due anni di esperienza con la M6 e la GR7 nel mondiale Marche e del grande lavoro di collaudo svolto da Derek Bell per realizzare una vettura che fosse allo stesso tempo competitiva ed affidabile per poter ambire alla vittoria alla 24 Ore di Le Mans il cui regolamento, nel 1975, stabiliva che ogni vettura doveva percorrere almeno 20 giri con un pieno di carburante. In tutto furono realizzati due soli esemplari di GR8 nuovi, con numero di telaio 801 ed 802.
Nel 1976, data la difficile situazione in cui versava in quel periodo, la Gulf decise di cessare la propria attività nelle corse e per questo la JWA fu ceduta alla Grand Touring Cars Inc. di Harley Cluxton, una scuderia statunitense. Le due GR8 abbandonarono la denominazione "Gulf" per tornare a "Mirage" ma, rispetto all'anno precedente, la vettura rimase sostanzialmente identica. Nel 1977, ultimo anno di utilizzo della GR8, il motore Cosworth aspirato fu sostituito dal Renault V6 turbocompresso da 1.997 cm³ che equipaggiava anche le Renault Alpine A442 ufficiali e la carrozzeria fu leggermente modificata con l'adozione di un vistoso airscope alle spalle del pilota.

## Carriera agonistica

### 1975
La GR8 fu realizzata espressamente per competere a Le Mans e fu qui che fece la sua prima apparizione nel 1975. Per l'occasione la Gulf Research Racing Company schierò due vetture pilotate rispettivamente dagli equipaggi Ickx - Bell e Schuppen - Jassaud che monopolizzarono la prima fila. Infatti la GR8, grazie alla carrozzeria appositamente studiata per La Sarthe, si rivelò immediatamente più competitiva delle Ligier JS2-Cosworth che, pur essendo iscritte nella categoria sport fino a 3 litri come le GR8, non erano dei prototipi ma derivavano da un modello di serie. Per cercare di compensare lo svantaggio, il loro Cosworth DFV era stato mantenuto ad una potenza di 420 CV contro i prudenziali 380 CV delle Gulf.
La GR8 di Schuppan - Jassaud si portò subito al comando, ma verso sera fu rallentata da problemi elettrici e cedette il comando alla vettura gemella di Ickx - Bell che presero un vantaggio di diversi giri sull'unica Ligier JS2 rimasta in corsa, quella di Lafosse - Chasseuil, che nelle fasi iniziali di gara era stata rallentata da piccoli inconvenienti. Tuttavia durante la notte la GR8 cominciò ad accusare delle forti vibrazioni nelle curve a destra che portarono alla rottura di uno scarico. Questo inconveniente e la necessità di fermarsi ai box per riparare lo scarico rotto portò la Ligier a rimontare furiosamente fino a un solo giro di ritardo, ma la rimonta era cominciata troppo tardi, fatto che decretò la vittoria di Jacky Ickx e Derek Bell con il podio completato dalla seconda Gulf di Vern Schuppan e Jean-Pierre Jassaud. Quando la GR8 vincitrice fu smontata in fabbrica si scoprì che le vibrazioni erano prodotte dalla rottura di uno dei punti di attacco della sospensione al cambio.

### 1976
Nel 1976 il ritorno della Porsche in forma ufficiale con la 936 rese la 24 Ore più ardua per le GR8. Abbandonata la denominazione Gulf, le due vetture dell'anno precedente si presentarono a Le Mans come Mirage GR8 schierate dalla Grand Touring Cars Inc. di Harley Cluxton cogliendo un secondo posto con Lafosse - Migault e un quinto con Bell - Schuppan.

### 1977
Sempre schierate dalla Gran Touring Cars Inc., le due Mirage GR8 sono guidate da Bell-Jarier e Posey-Leclère con i primi che finiscono secondi dopo aver subito la rimonta della Porsche 936 di Barth-Haywood-Ickx che vinse per un soffio dopo aver compiuto l'ultimo giro con un guasto al motore. Il secondo equipaggio fu invece costretto al ritiro.
| Numero | Anno realizzazione | Storia | Sorte |
| ------ | ------------------ | --- | --- |
| 801    | 1975               | Affidato a Jacky Ickx e Derek Bell conquista la vittoria alla 24 Ore di Le Mans 1975 come Gulf GR8. Come Mirage GR8 corre la 24 Ore di Le Mans 1976 per la Grand Touring Cars Inc. arrivando quinto con Bell-Schuppan. Sempre come Mirage GR8, alla 24 Ore del 1977, guidato da Posey-Leclère, è costretto al ritiro. Nel 1978 viene utilizzato per la Renault-Mirage M9 e nel 1979 per la Mirage M10. | Nella configurazione Gulf GR8 con cui corse la 24 Ore del 1975 è esposto al Blackhawk Museum.                           |
| 802    | 1975               | Affidata a Vern Schuppan e Jean-Pierre Jassaud arriva terzo alla 24 Ore di Le Mans 1975 come Gulf GR8. Come Mirage GR8 corre la 24 Ore di Le Mans 1976 per la Grand Touring Cars Inc. ed arriva secondo con Lafosse-Migault. Sempre come Mirage GR8, nel 1977 è ancora secondo a Le Mans con Bell-Jarier. Nel 1978 viene utilizzato per la Renault-Mirage M9 e nel 1979 per la Mirage M10.             | Nella configurazione Gulf GR8 con cui corse la 24 Ore del 1975 è esposto al Blackhawk Museum insieme al telaio gemello. |